# La isla de las mentiras
La isla de las mentiras és una pel·lícula espanyola de 2020 dirigida per Paula Cons, amb guió de la pròpia Paula Cons i Luis Marías, i protagonitzada per Nerea Barros (María), Victoria Teijeiro, Ana Oca, Aitor Luna i Darío Grandinetti que narra la història ficcionada de tres joves que van arriscar la seva vida per a salvar als supervivents del naufragi del Santa Isabel a l'illa de Sálvora.

## Argument
Durant la matinada del 2 de gener de 1921 el vapor Santa Isabel que es dirigia a Buenos Aires s'enfonsa enfront de la costa de l'illa de Sálvora a la ria d'Arousa, Galícia. En aquesta nit no hi havia homes a l'illa, ja que estaven celebrant el Nadal a terra ferma. Tres joves de l'illa arrisquen la seva vida per a salvar als supervivents: María (Nerea Barros) impulsiva i avançada al seu temps, Josefa (Victoria Teijeiro) una mica tòpic de la dona gallega, callada i més prudent i Cipriana (Ana Oca) gairebé una nena que vol sortir de l'illa per conèixer el món real. Remant només d'oïda per l'espessa boira i la nit tancada aconsegueixen salvar 48 persones.
Un periodista argentí, León (Darío Grandinetti) arriba a l'illa per a cobrir la notícia i investigar el cas. Amb el rerefons de les lluites socials, a poc a poc el periodista descobreix que res és el que sembla i que hi ha nombroses incògnites per resoldre.

## Repartiment
- Nerea Barros com María
- Ana Oca com Cipriana
- Sergio Quintana com Benito
- Victoria Teijeiro com Josefa
- Miguel Borines com Guarda
- Aitor Luna com Tomás
- Mela Casal com Julia
- María Costas com Francisca
- Milo Taboada com Pepe
- Celso Bugallo com Paco O Da Filosera
- Leyre Berrocal com Juana
- Darío Grandinetti com León
- Roberto Leal com Autoridad
- Machi Salgado com Luis Cebreiro
- Javier Tolosa com Señor Marqués

## Producció
La pel·lícula es va rodar a l'illa de Sálvora, on va tenir lloc realment el naufragi del Santa Isabel, a O Grove i Muros i retrata especialment la societat de principis del segle XX a Espanya a través de la història ficcionada de tres dones, Cipriana Oujo Maneiro, Josefa Parada i María Fernández Oujo de 24, 16 i 14 anys respectivament que vivien a l'illa que es van sortir de la norma establerta per a dur a terme un acte heroic pel qual primer van ser aplaudides i homenatjades, per a després ser vilipendiades i finalment oblidades.
Es una coproducció de la productora gallega Agallas Films, la basca Historias del Tío Luis i l'argentina Aleph Cine. Amb un pressupost de 1,5 milions d'euros compta amb la participació a més de TVG, RTVE i ETB.
A causa de la pandèmia del coronavirus la pel·lícula va ser estrenada en la plataforma espanyola Filmin i va ser la pel·lícula més vista durant la primera setmana de la seva estrena.

## Guardons i nominacions
19a edició dels Premis Mestre Mateo
| Categoria                    | Persona                          | Resultat   |
| ---------------------------- | -------------------------------- | ---------- |
| Millor pel·lícula            | Millor pel·lícula                | Nominat    |
| Millor director              | Paula Cons                       | Guanyador  |
| Millor actor                 | Darío Grandinetti                | Nominat    |
| Millor actriu                | Nerea Barros                     | Nominada   |
| Millor actor secundari       | Milo Taboada                     | Guanyador  |
| Millor actriu secundària     | Victoria Teijeiro                | Nominada   |
| Millor guió                  | Paula Cons                       | Nominada   |
| Millor direcció de producció | Lucía Baleato                    | Nominada   |
| Millor direcció artística    | Antonio Pereira                  | Guanyador  |
| Millor muntatge              | Julia Juaniz                     | Nominada   |
| Millor maquillatge           | Raquel Fidalgo i Patricia Vilela | Guanyadora |
| Millor vestuari              | Eva Camino                       | Guanyadora |